# Warnstorfia
Warnstorfia (deutsch Moorsichelmoose) ist eine Gattung von Laubmoosen in der Ordnung Hypnales. Die Gattung ist nach Carl Warnstorf (1837–1921), einem deutschen Pädagogen, Floristen und Bryologen, benannt.

## Merkmale
Die Moose wachsen an nassen Standorten in Mooren oder Sümpfen, teilweise auch im Wasser flutend. Es sind mehr oder weniger kräftige Pflanzen mit geraden oder sichelförmig gebogenen und oft lang zugespitzten Blättern. Die Blattzellen sind linealisch, die Blattflügelzellen quadratisch bis länglich rechteckig und aufgeblasen.
Die Arten sind autözisch (Antheridien und Archegonien an verschiedenen Ästen an derselben Pflanze).

## Systematik
Die systematische Stellung einzelner Arten und die Abgrenzung der Gattung ist schwierig und umstritten. So waren in der Vergangenheit eine Reihe von Arten der Gattung Drepanocladus zugeordnet. 
Nach Frey/Fischer/Stech beinhaltet die Gattung Warnstorfia fünf Arten, die autözisch sind. Diözische Arten werden in die Gattung Sarmentypnum gestellt; dies wird auch durch Molekulardaten und unterschiedliche Lebensraumpräferenzen unterstützt. Diese Aufteilung bzw. Abtrennung wird jedoch derzeit von verschiedenen Florenwerken kaum mitvollzogen.
Von den (nach Frey/Fischer/Stech) fünf Warnstorfia-Arten kommen in Deutschland, Österreich und der Schweiz vor:
- Warnstorfia fluitans
- Warnstorfia pseudostraminea

Weitere in den genannten Ländern vorkommende Arten, die nach Frey/Fischer/Stech zur Gattung Sarmentypnum ausgegliedert wurden, jedoch gewöhnlich mit dem Gattungsnamen Warnstorfia genannt werden, sind:
- Sarmentypnum exannulatum (Warnstorfia exannulata)
- Sarmentypnum sarmentosum (Warnstorfia sarmentosa)
- Sarmentypnum trichophyllum (Warnstorfia trichophylla)